# Marolino Hoxha
Pour les articles homonymes, voir Hoxha.
Marolino Hoxha, né le 28 août 1996, est un coureur cycliste albanais.

## Biographie
En 2021, il représente l'Albanie lors des championnats d'Europe à Trente. Il ne termine pas l'épreuve.

## Palmarès et résultats

### Palmarès par année
- 2014
  - Coupe Agim Tafili
  - 3e du championnat d'Albanie du contre-la-montre juniors
  - 3e du championnat d'Albanie sur route juniors
- 2015
  - 3e étape du Tour d'Albanie[1]
  - 2e du championnat d'Albanie du contre-la-montre juniors
- 2018
  - 2e étape de la Coupe Agim Tafili

### Classements mondiaux
| Année           | 2020 | 2021   |
| --------------- | ---- | ------ |
| UCI Europe Tour | 867e | 1 025e |